# Пио ди Савойя, Карло (младший)
Карло Пио ди Савойя младший (итал. Carlo Pio di Savoia iuniore; 7 апреля 1622, Феррара, Папская область — 13 февраля 1589, Рим, Папская область) — итальянский куриальный кардинал. Генеральный казначей Апостольской Палаты с 19 февраля 1652 по 2 марта 1654. Апостольский легат в Урбино с 22 июня 1654 по 2 августа 1655. Епископ Феррары с 2 августа 1655 по 26 февраля 1663. Камерленго Священной Коллегии кардиналов c 19 января 1671 по 15 января 1672. Префект Священной Конгрегации хорошего управления с 21 сентября 1676 по 13 февраля 1689. Кардинал-дьякон со 2 марта 1654, с титулярной диаконией Санта-Мария-ин-Домника с 23 марта 1654 по 11 февраля 1664. Кардинал-дьякон с титулярной диаконией Сант-Эустакьо с 11 февраля 1664 по 14 ноября 1667. Кардинал-священник с титулом церкви Санта-Приска с 14 ноября 1667 по 28 января 1675. Кардинал-священник с титулом церкви Сан-Кризогоно с 28 января 1675 по 1 декабря 1681. Кардинал-священник с титулом церкви Санта-Мария-ин-Трастевере с 1 декабря 1681 по 15 февраля 1683. Кардинал-епископ Сабины с 15 февраля 1683 по 13 февраля 1689.